# 悼太子 (陈国)
陳悼太子（？—前534年），名偃師，陳哀公的太子。前534年，在陳哀公病重时，哀公的弟弟司徒招派人刺杀了太子偃師。陳哀公后悔不已，自杀，公子留继位。这件事引起了楚灵王的干涉，使陈国一度灭亡。前529年，悼太子的儿子陈惠公复国。